# Funkcja W Lamberta

Wykres funkcji oraz

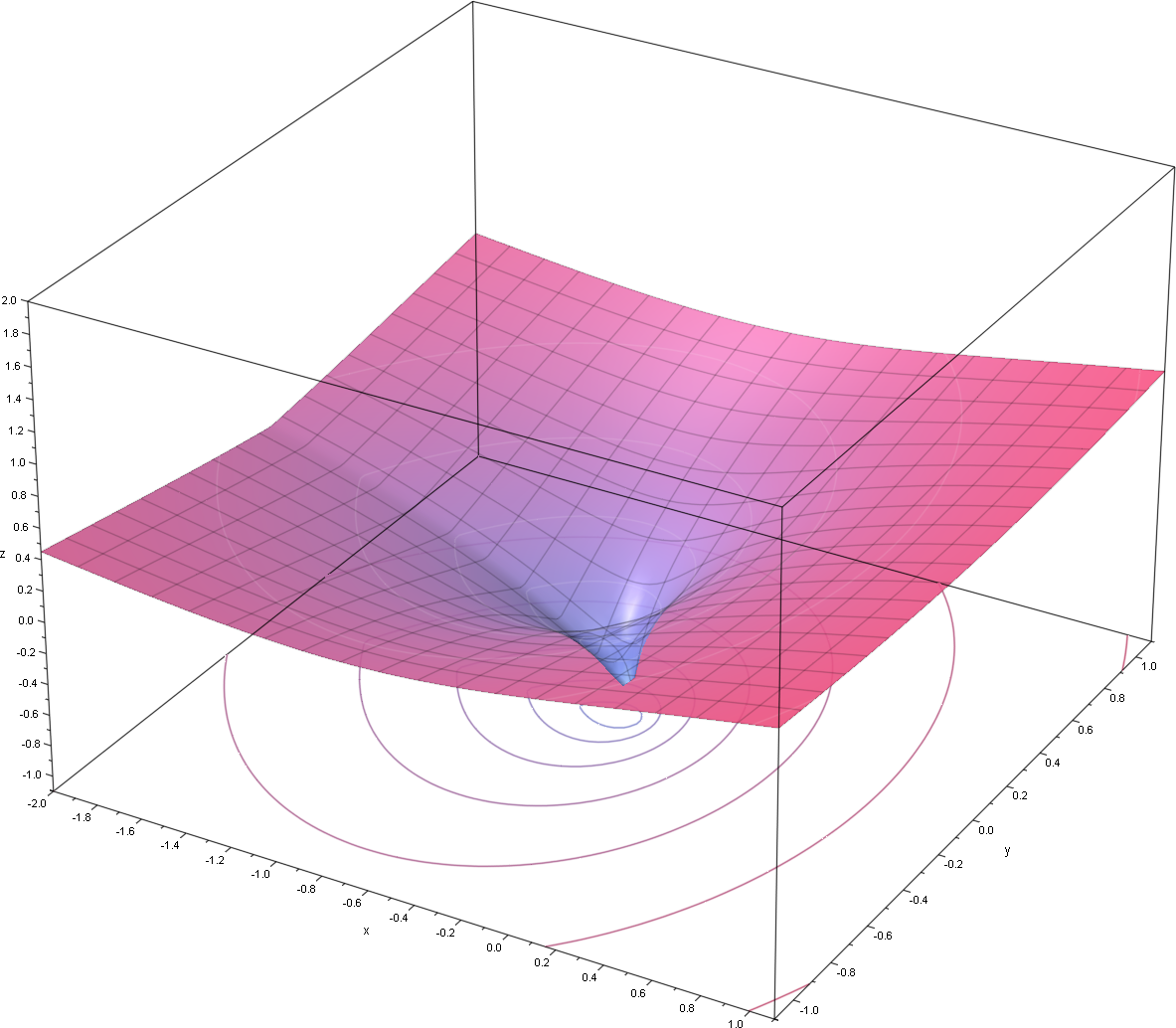
część rzeczywista funkcji

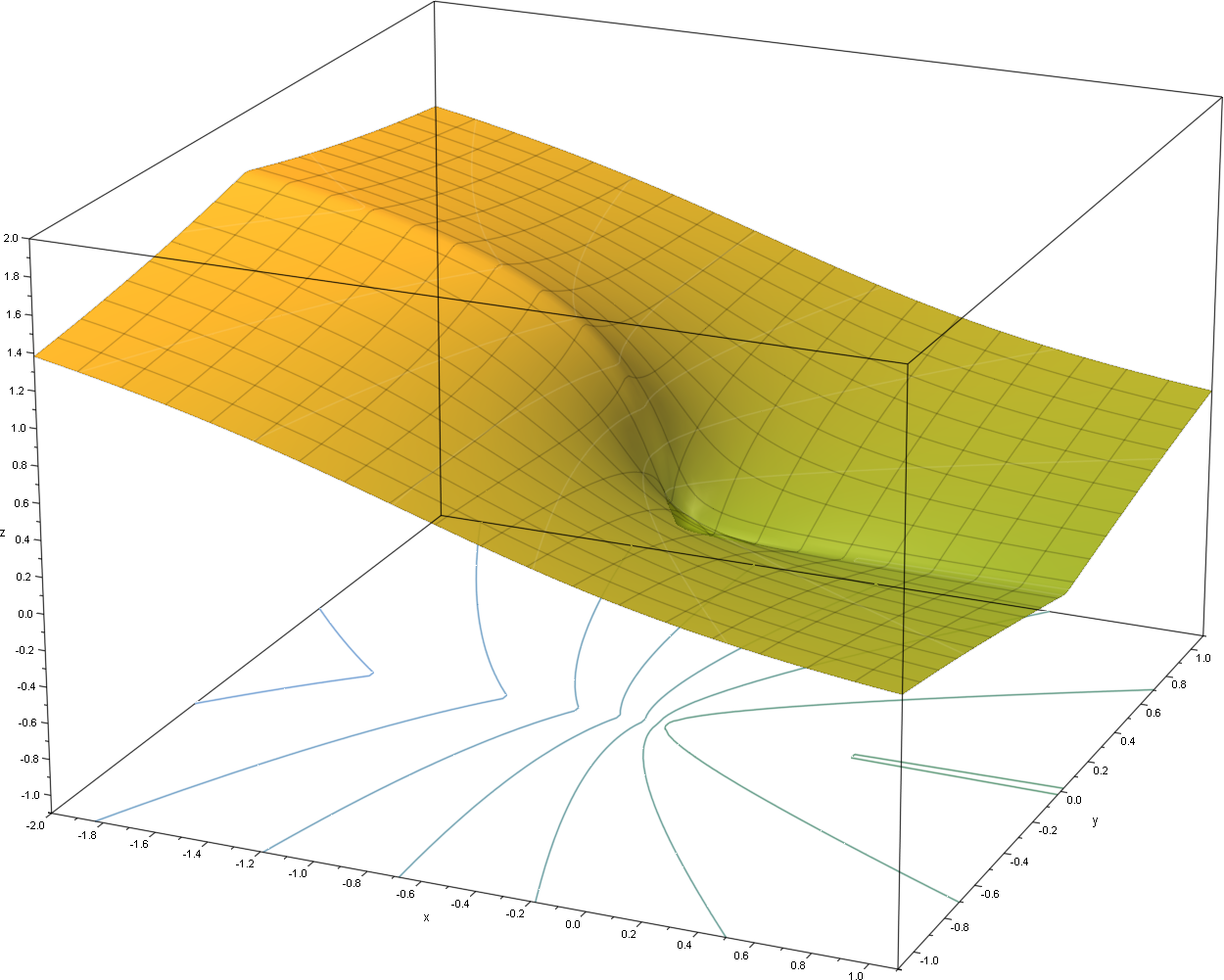
część urojona funkcji

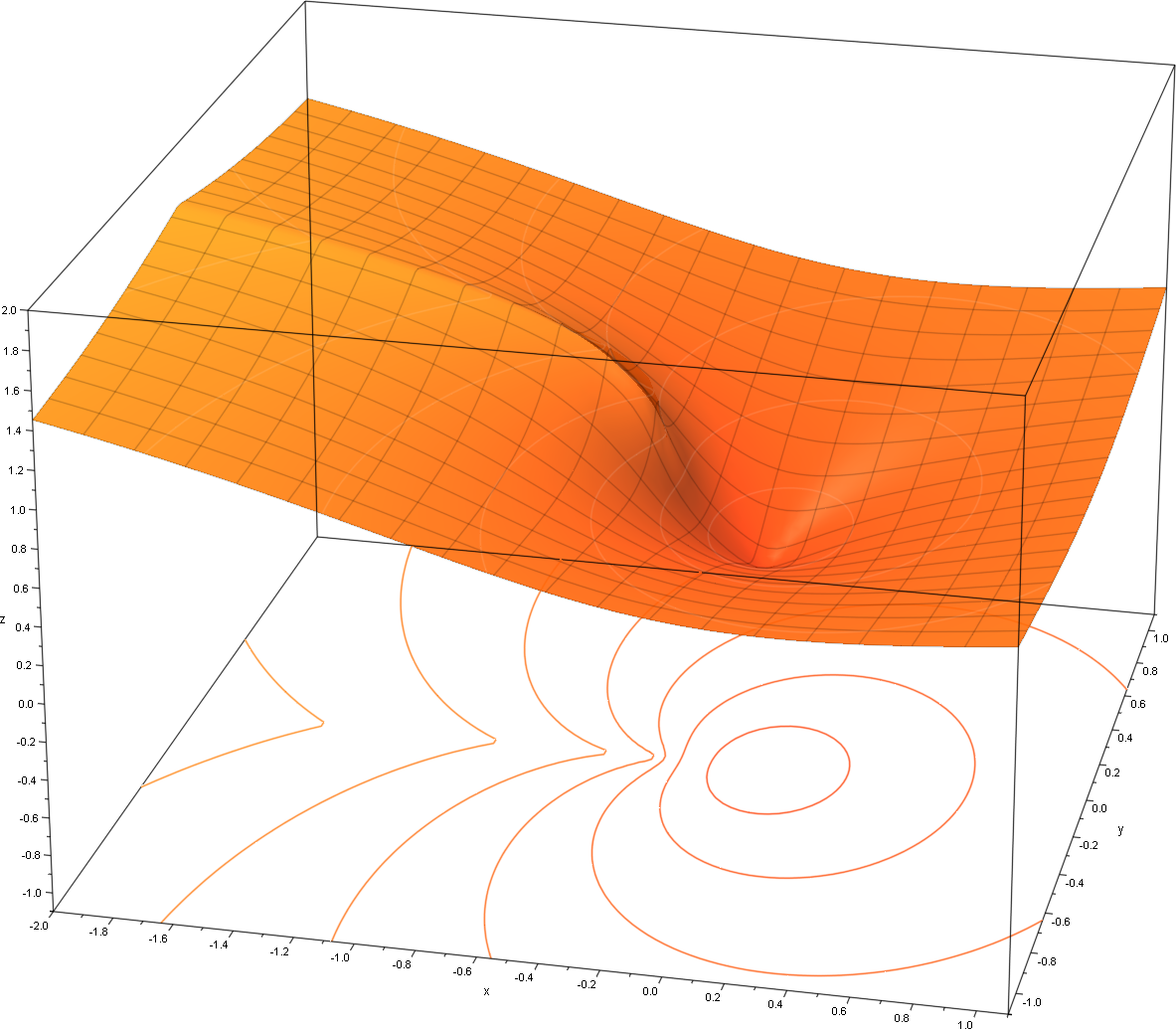
moduł funkcji

Funkcja W Lamberta lub funkcja Omega – funkcja specjalna używana podczas rozwiązywania równań zawierających niewiadomą zarówno w podstawie, jak i wykładniku potęgi. Określona jest jako funkcja odwrotna do {\displaystyle f(w)=we^{w},} gdzie {\displaystyle w} należy do zbioru liczb zespolonych. Oznacza się ją symbolem {\displaystyle W(z).} Zatem dla każdej liczby zespolonej {\displaystyle z} zachodzi:
{\displaystyle z=W(z)e^{W(z)}.}
Ponieważ funkcja {\displaystyle f} nie jest iniekcją, {\displaystyle W(z)} musi być odwzorowaniem wielowartościowym. Tworzy się zatem rodzinę funkcji {\displaystyle W_{k}(z),} gdzie {\displaystyle k\in \mathbb {Z} } oznacza numer gałęzi. Dla {\displaystyle k=0} przyjmuje się gałąź {\displaystyle W_{0}(z)} opisaną poniżej, rozszerzoną na wszystkie liczby zespolone. Ze wzrostem {\displaystyle k} rośnie też część urojona funkcji {\displaystyle W_{k}(z).}
Jeśli założymy, że {\displaystyle x} oraz {\displaystyle W(x)} mają być rzeczywiste, wtedy odwzorowanie istnieje jedynie dla {\displaystyle x\geqslant -1/e,} a na odcinku {\displaystyle (-1/e,0)} jest dwuwartościowe. Jeśli dodatkowo założymy, że {\displaystyle W(x)\geqslant -1,} otrzymamy funkcję {\displaystyle W_{0}(x).} Alternatywna gałąź oznaczana {\displaystyle W_{-1}(x)} to funkcja malejąca od {\displaystyle -1} (dla {\displaystyle x=-1/e}) do {\displaystyle -\infty } (dla {\displaystyle x=0^{-}}). Obie te gałęzie przedstawione są na wykresie obok.

## Własności funkcjiW(z)
Równanie {\displaystyle x^{x}=z} ma rozwiązanie:
{\displaystyle x={\frac {\ln(z)}{W(\ln z)}}=\exp W(\ln(z)).}
Pierwotną funkcji {\displaystyle W} można znaleźć, całkując przez podstawienie: jeżeli {\displaystyle w=W(x),} to {\displaystyle x=we^{w}.} Wówczas:
{\displaystyle \int W(x)\ dx=x\left(W(x)-1+{\tfrac {1}{W(x)}}\right)+C.}
Pochodna funkcji {\displaystyle W} wynosi:
{\displaystyle {\frac {dW(z)}{dz}}={\frac {W(z)}{z(1+W(z))}}\quad \mathrm {dla\ } z\neq -{\frac {1}{e}}.}

### Dowód
Różniczkując równanie {\displaystyle z=W(z)e^{W(z)}} obustronnie względem {\displaystyle z,} otrzymamy
{\displaystyle 1=W(z)e^{W(z)}W'(z)+W'(z)e^{W(z)}=W'(z)\left(W(z)e^{W(z)}+e^{W(z)}\right),}
{\displaystyle W'(z)={\frac {1}{z+e^{W(z)}}}={\frac {W(z)}{W(z)z+W(z)e^{W(z)}}}={\frac {W(z)}{z(W(z)+1)}}.}

## Zastosowanie
Funkcja {\displaystyle W} znajduje zastosowanie w kombinatoryce i przy rozwiązywaniu trudnych równań różniczkowych. Wiele równań zawierających niewiadomą w potędze może być rozwiązanych za pomocą tej funkcji. Najczęściej problem polega wtedy na sprowadzeniu równania do formy {\displaystyle Y=Xe^{X},} przez co automatycznie otrzymuje się rozwiązanie:
{\displaystyle Y=Xe^{X}\;\Longleftrightarrow \;X=W(Y).}

### Przykład 1
{\displaystyle 2^{t}=5t}
{\displaystyle \Rightarrow 5t=e^{t\ln 2}}
{\displaystyle \Rightarrow {\frac {1}{5t}}=e^{-t\ln 2}}
{\displaystyle \Rightarrow \underbrace {-{\tfrac {\ln 2}{5}}} _{Y}=\underbrace {-t\ln 2} _{X}e^{\overbrace {-t\ln 2} ^{X}}}
{\displaystyle \Rightarrow \underbrace {-t\ln 2} _{X}=W{\Big (}\underbrace {-{\tfrac {\ln 2}{5}}} _{Y}{\Big )}}
{\displaystyle \Rightarrow t=-{\frac {W\left(-{\frac {\ln 2}{5}}\right)}{\ln 2}}}

### Przykład 2
Jeśli wartość {\displaystyle z^{z^{z^{\ldots }}}} jest skończona, można ją obliczyć w następujący sposób:
{\displaystyle c=z^{z^{z^{\ldots }}},}
{\displaystyle \Rightarrow c=z^{c}.}
Używając rozumowania przedstawionego powyżej, otrzymujemy:
{\displaystyle c=-{\frac {W\left(-\ln z\right)}{\ln z}}.}

#### Uwaga
Aby udowodnić, że wartość {\displaystyle z^{z^{z^{\ldots }}}} istnieje, należy rozpatrzyć ciąg:
{\displaystyle a=(z,z^{z},z^{z^{z}},\dots )}
lub (w postaci rekurencyjnej):
{\displaystyle {\begin{cases}a_{1}=z\\a_{n}=z^{a_{n-1}}\end{cases}}}
i udowodnić istnienie jego granicy. Jeśli ona istnieje, wtedy zachodzi równość
{\displaystyle \lim \limits _{n\to \infty }a_{n}=c.}

### Przykład 3
Równanie różniczkowe:
{\displaystyle y'(t)=ay(t-1)}
ma równanie charakterystyczne {\displaystyle \lambda =ae^{-\lambda },} czyli {\displaystyle \lambda =W_{k}(a),} gdzie {\displaystyle k} to numer gałęzi (jeśli {\displaystyle a} jest rzeczywiste, wtedy wystarczy uwzględnić gałąź {\displaystyle W_{0}(a)}). Rozwiązanie wynosi zatem:
{\displaystyle y(t)=e^{W_{k}(a)\,t}.}

## Ważne wartości
| {\displaystyle W_{0}(-{\tfrac {\pi }{2}})}  | {\displaystyle ={\tfrac {\pi }{2}}i}                       |
| {\displaystyle W_{0}(-1)}                   | {\displaystyle \approx -0{,}31813+1{,}33723i}              |
| {\displaystyle W_{0}(-{\tfrac {1}{e}})}     | {\displaystyle =-1}                                        |
| {\displaystyle W_{0}(-{\tfrac {\ln 2}{2}})} | {\displaystyle =-\ln 2}                                    |
| {\displaystyle W_{0}(0)}                    | {\displaystyle =0}                                         |
| {\displaystyle W_{0}(e)}                    | {\displaystyle =1}                                         |
| {\displaystyle W_{0}(1)}                    | {\displaystyle =\Omega \approx 0{,}56714329} (stała Omega) |